# Messel

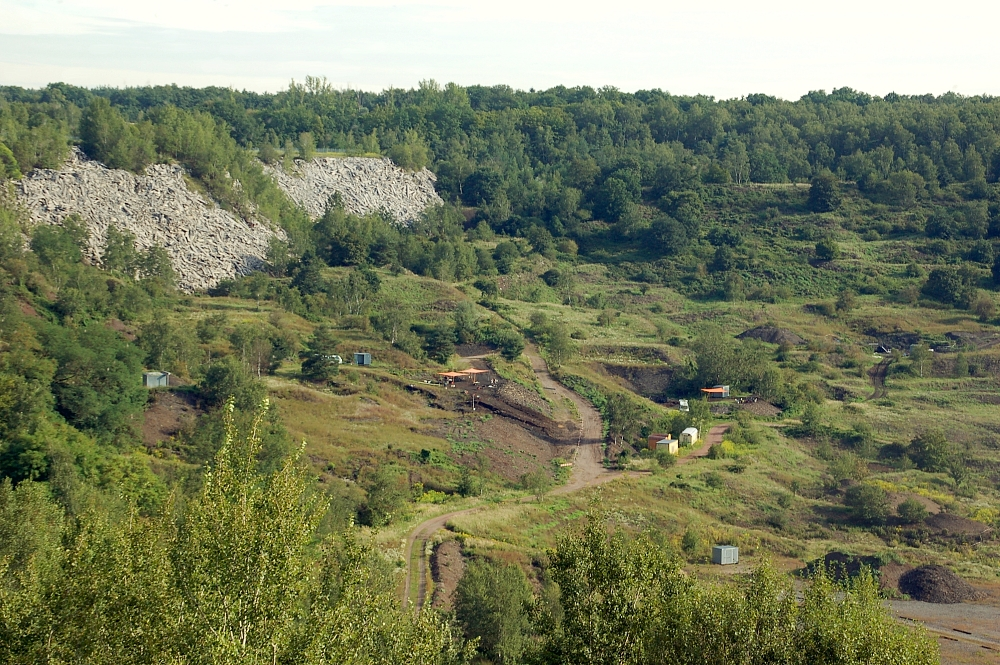
Messel – Situl fosilifer

Messel este o comună din landul Hessa, Germania.
Situl fosilifer din Messel a fost înscris în anul 1995 pe lista patrimoniului cultural mondial UNESCO.